# Коваль Володимир Михайлович (підприємець)
Володи́мир Миха́йлович Кова́ль (нар. 23 вересня 1943, с. Васильківці) - український підприємець у сфері сільського господарства, господарник, заступник голови СФНВГ «Коваль».

## Життєпис
Народився 23 вересня 1943 року в сім'ї Михайла та Ярослави Коваль. Навчався у Васильковецькій школі, де і закінчив 8 класів. 1962 р. вступив до Борщівського технікуму механізації сільського господарства і восени був призваний в армію, де відслужив 3 роки, після чого вступив до Львівського сільськогосподарського інституту у 1965 році. Після закінчення вуза, у 1970 році починає працювати у колгоспі "Перемога" у рідних Васильківцях на посаді інженера. В 1977 році йому довіряють посаду заступника голови колгоспу, на якій він пробув до 1980 року. Пізніше, в 1982 році був обраний головою колгоспу "Перемога". Довго на цій посаді не затримався, а по службі піднявся вище, адже йому запропонували посаду головного інженера управляння сільського господарства Гусятинського району, на якій Володимир Михайлович пропрацював з 1982 по 1993 рік.
У 1992 році розпочинає свій фермерський шлях, поступово розширюючи земельний банк.
В 2006 році Володимиру Михайловичу присвоєно звання "Заслуженого працівника сільського господарства".  
На даний момент СФНВГ "Коваль" та ФГ "Ковалівське нове" обробляє понад 5 тисяч га землі.

## Нагороди
- Орден "За заслуги" III ступеня (2017) - за значний особистий внесок у розвиток агропромислового виробництва, вагомі трудові досягнення, багаторічну самовіддану працю[1].
- Звання "Заслужений працівник сільського господарства" (2006)